# Раствор Клеричи
Раствор Клеричи — водный раствор, содержащий равные доли формиата таллия Tl(HCO2) и малоната таллия Tl2[OOCCH2COO]. Назван по имени итальянского геолога Энрико Клеричи, впервые получившего его в 1907 году. Представляет собой прозрачную жидкость, совсем слабо окрашенную в коричневый цвет.
Одним из уникальных свойств этой жидкости является плотность, которая в зависимости от температуры и разбавления может варьироваться в широких пределах — от 1 до 5 г/см³. Она может быть настолько высокой, что в ней могут плавать шпинель, гранат, алмаз и корунд. Это свойство используется в минералогии для определения плотности исследуемого минерала. Показатель преломления практически линейно зависит от плотности, благодаря чему можно легко вычислить плотность исследуемого минерала по оптическим характеристикам раствора.
Как и все соединения таллия, раствор высокотоксичен. Раствор Клеричи использовался как орудие убийства советской отравительницей Тамарой Иванютиной и её родственниками в 1970-х — 1980-х годах.